# Przylądek Crépina
Przylądek Crépina (ang. Crépin Point, hiszp. Cabo Crépin, fr. Cap Crépin) - przylądek na Wyspie Króla Jerzego, u wybrzeży Zatoki Mackellara.
Nazwa została nadana przez francuską ekspedycję antarktyczną 1908-1910 na cześć M. Crépina, członka Królewskiej Akademii Belgijskiej.